# 瑪格達·蕾妮特
瑪格達·蕾妮特（波蘭語：Magda Linette，1992年2月12日—），波蘭女子职业网球运动员，2009年轉職業。她的WTA生涯最高單打排名為第33（2020年2月）。

## 外部連結
- 瑪格達·蕾妮特的国际女子网球协会官方資料（英文）
- 瑪格達·蕾妮特的國際網球總會 職業／青少年 官方資料（英文）